# 盘龙城遗址
盘龙城遗址是湖北省武汉市境内的一处商代遗址，位于武汉市东北郊黄陂区境内的盘龙湖畔，南隔府河与汉口相望。遗址发现于1954年，经过考古发掘，先后发现城址、宫殿建筑、高等级墓葬、铸铜遗址等遗迹。经鉴定，遗址年代为公元前1600年至1300年，至21世纪初为长江流域已发现规模最大的夏商时期城邑遗址，为该时期中原文化在长江流域的中心，被媒体誉为“武汉城市之根”。遗址为《考古》杂志评选的“中国20世纪100项考古大发现”之一，1988年被列入全国重点文物保护单位，2017年成为国家考古遗址公园，入选2024年度全国十大考古新发现。遗址建有盘龙城遗址博物院。

## 发现与发掘
在明嘉靖年间《黄陂县志》中即有盘龙城方位的记载，但并无城址的建造者和年代信息。1932年的一份湖北省军用地图上曾标出盘龙城的轮廓，并标名“盘土城”，抗日战争期间，当地曾挖掘出青铜器。1954年夏，长江流域爆发特大洪水，为保证武汉市的安全，盘龙城城垣夯土被用于修筑堤坝，在此期间发现陶片。据此，文物部门认定遗址为新石器时代晚期或殷代。1963年，为配合农田水利建设，湖北省博物馆考古队在水利工程范围内进行发掘，出土30余件铜礼器，根据器型判断年代与郑州商城所在的早商二里岗期一致。1974年至1976年，湖北省博物馆考古队和北京大学历史系考古专业对盘龙城及周边地区开展两次较大规模的发掘。发掘中，发现和揭露了一座大型宫殿建筑基址，解剖了城垣、城壕的结构和相互关系，发现多座商代墓葬。自1975年湖北省文物部门在盘龙城设立考古工作站后，配合当地建设在遗址开展了一系列发掘工作。1979年至1984年，在王家湾、杨家湾、杨家嘴等地发现房址、灰坑等遗存:6-10。2006年，杨家湾岗地发现了另一组大型建筑基址，拓展了对遗址布局的认识。2013年起，为实施盘龙城大遗址保护，武汉大学历史学院等机构对盘龙城遗址展开新一轮研究，发现疑为盘龙城最高首领墓葬的杨家湾高等级墓葬，以及首次发现夏商都城外的铸铜遗址，表明盘龙城遗址可能是当时的地方中心。

## 环境与遗址分布

盘龙城遗址分布简图

盘龙城遗址是以城址和宫殿区为中心，包括墓葬、居址、手工作坊区等遗存组成的大型聚落遗址。遗址位于大别山余脉的低缓地区，主要遗存位于杨家湾岗地及其分支的各条岗地之上。根据采样勘探的结论，夏商时期盘龙湖一带水位比现代水位低近5米，使得当时盘龙城遗址各地点为一整片陆地。当地的主要土质为酸性红土，对有机质保存不利。此地河湖交错，历史上人类活动并不频繁，除商代以外，少有人类居住，仅有部分宋代至明清时的遗存。20世纪50年代以来当地村民也未对遗址地貌形成较大扰动。
在所有遗址中，城址位于王家嘴及其西北岗，北高南低，叠压于更早期的遗存之上。宫殿区位于城内东北部。城址东南王家嘴的府河大堤两侧分布有一座大型房址及两处窑址，此外还有房址、墓葬等遗存。李家嘴曾发现四座集中分布的大型墓葬，其中的2号墓发现时为早商时期墓葬中最大的一座，此外还有若干灰坑，可能为祭祀坑。杨家湾岗地为盘龙城遗址中面积最大的成片遗址，其中遍布商代遗迹和墓葬，包括11号墓等高等级墓葬和高等级建筑遗迹。杨家嘴、楼子湾有小型墓葬发现。小嘴区域则发现了青铜铸造遗迹。

## 遗址分期
学者一般将盘龙城遗址分为七期，其中一至二期为第一阶段，为城市形成时期。三至五期为第二阶段，为城市繁荣时期。六至七期为第三阶段，为城市衰落时期。
盘龙城第一阶段所处时代相当于中原二里头文化时期。这一阶段，遗址中的聚落最初存在于王家嘴南城垣一带，后来拓展到李家嘴和杨家嘴，并在后期出现高等级建筑基址和印纹硬陶等随葬品。遗址中出土的器物与湖北当地的石家河文化器物有相关性，但更接近中原地区二里头文化的器物:442。
盘龙城第二阶段所处的时代相当于早商时期。这一阶段，盘龙城的权力中心开始出现。内有宫殿区的城垣开始形成，李家嘴成为高等级贵族墓葬区，其墓葬规模和随葬品数量在盘龙城各阶段中达到顶峰，周边地区的江陵荆南寺遗址、黄梅意生寺遗址也出现了相似的文化特征。这一阶段的低等级居址则位于王家嘴、楼子湾一带。遗址出土器物与郑州二里岗出土器物有较强的一致性:442。
盘龙城第三阶段所处的时代相当于中商时期:266,267。这一阶段，盘龙城的大型建筑和高等级墓葬从城址迁移到杨家湾，但墓葬随葬铜器数量和质量均显著下降。较低等级墓葬和遗存则存在于杨家湾及杨家嘴、楼子湾，并抵达盘龙湖另一侧的小王家嘴、童家嘴一带，而城址已被废弃，王家嘴已无该时代遗存。至最末期，杨家嘴、楼子湾一带也已无文化遗存。此后，商文化完全退出长江中游地区。

## 遗迹

### 城址

城址內的宮殿遺址

盘龙城城址位于遗址东南部王家嘴以北的岗地上，构筑在王家嘴一代既有的文化层堆积之上。城址近方形，东北高西南低，南北长290米，东西宽260米，周长1100米，总面积75400平方米。城墙外陡内缓，西、南、北城墙尚存遗迹，在现存商代城址中保存较好。盘龙城城墙由夯土分段版筑而成，经过探沟发掘残存城墙剖面，发现城墙主体由7至12个夯层组成，部分夯层上有夯窝，城墙护坡则为单独夯筑而成:14,17。
四个方向的城墙中，西城墙北段较直，南段向内呈弧形，残高2至3米，残宽18至45米。南城墙西段较直，东段向北弯，残高3至4米，残宽21至28米，中段下有一石块砌成的排水暗沟，残长3.3米，残宽0.6米，形制与郑州商城、偃师商城排水沟一致。北城墙尚残存基部，宽21至38米。东南、西南、西北三处城角尚存遗迹，西北角近方形，其余均为弧形。城墙原有4座城门，今南、北、西三门存豁口，位于各城墙中段:14-17。城门外侧有夯土平台，可能是瓮城等防御性结构。经考古勘探，城墙外围发现环濠，距离城墙约3米，宽5米，周长1180米，深2.7至3米，可能为防御或排水用途。北城墙以北15米有一壕沟，自杨家湾山体延伸向盘龙湖，可能为排水用途。

### 大型房址

盘龙城城址1、2号大型建筑基址（黑色）及推测的廊庑（灰色）

盘龙城城址东北部的全城最高处存在一组大型建筑基址，发掘于20世纪70年代中叶，共发掘房址3座，其中全部揭露2座。建筑基址年代为盘龙城第二阶段，位于一片人工堆筑的台基之上，台基南北长100米，宽60米，叠压在早期建筑地基及文化遗存之上。揭露的两座房址走向均与城址方向一致，均为南偏西20°:42-44。
1号建筑构筑在一座东西长39.8米，南北宽12.3米的台基上。台基由红土夯筑，上无砖石包裹。建筑外围有一圈43个柱础穴，距夯土台基边缘0.6米，据推测为回廊檐柱，以此计算，建筑面阔38.2米，深11米。檐柱外围有作为散水铺设的碎陶片。墙体部分通面阔33.9米，进深6至6.4米。建筑内有隔间4间，外墙与隔墙为木骨泥墙。四间中，中部两间面宽较大，为9.4米，两侧两间面阔较小，为7.55米:46-48。
2号建筑位于1号建筑南面，两建筑间有一片灰白色硬土层，可能为活动场地:42,54。建筑东面及东南面被宋墓和清代庙宇破坏，但仍能看清轮廓。建筑建造在一座长29.95米，宽12.7米的台基之上，周边有散水、排水管等遗存。根据残存的28个柱础估计，建筑面阔27.25米，进深10.8米，为殿堂样式:56-57。建筑学家杨鸿勋认为，1号建筑为寝宫，2号建筑为厅堂，构成已发现历史最早的“前朝后寝”建筑样式。
杨家湾南坡于2006年发现一座大型建筑基址，2008年、2011年进行发掘。该建筑时代为盘龙城第三阶段，推测面宽34米，进深12米，规模与1号建筑相仿，建筑方位也与1号、2号建筑一致，均为南偏西20°。建筑原处于现代村民生活区域，因而文化层破坏较为严重，已知建筑深3间，面阔及门道的分布则无法确知。

### 墓葬

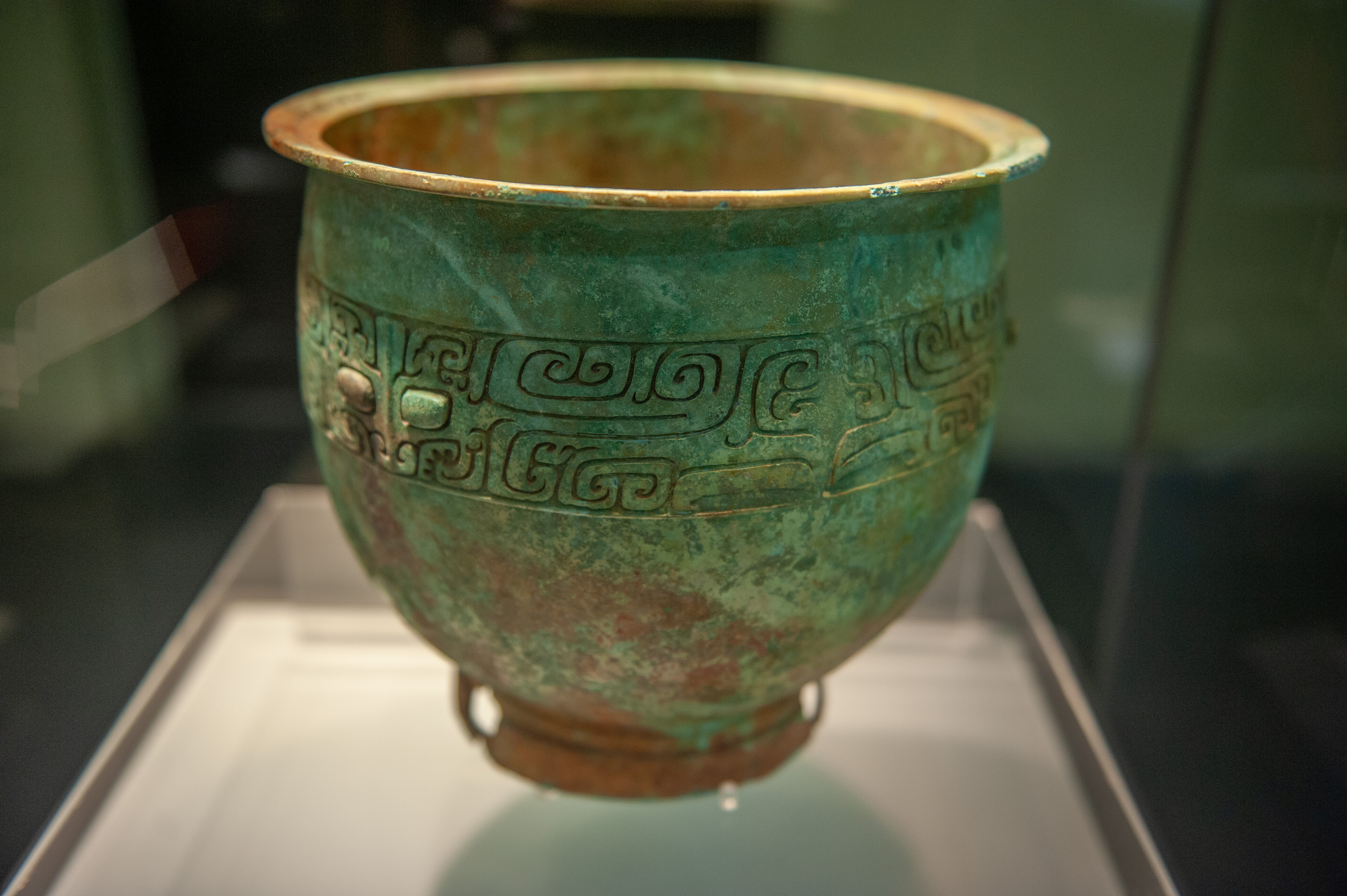
李家嘴2号墓出土的铜簋

盘龙城遗址共发现40余座墓葬，规模均属中小型墓葬，分布于李家嘴、杨家湾、楼子湾、王家湾等地:499。其中在小王家嘴发现的墓地排列和埋葬方式一致性很高，可能为有规划的墓地，而李家嘴、杨家湾一带的墓葬虽集中分布，但尚无有规划建设的证据。
遗址中规模最大的墓葬位于李家嘴、杨家湾一带。这些墓葬均为竖穴土坑墓，面积在10平方米左右，超过郑州、辉县等地发现的商代早期墓葬。墓葬内有夯土二层台，有棺椁痕迹。墓葬底部有腰坑，内有殉狗和玉戈。墓内随葬有多件青铜器，包括象征身份的觚、爵组合礼器，鼎、簋等礼器，钺、戈等青铜兵器。次一级墓葬面积在2至3平方米，有夯土二层台，可能无椁，有腰坑殉狗及少量青铜礼器和兵器。小墓面积在1平方米左右，仅有墓棺，无腰坑，仅有简单陶器随葬:499-501。
在所有墓葬中，李家嘴2号墓为遗址中最大的墓葬，墓主疑为盘龙城首领。该墓葬属于盘龙城第二阶段，墓口长3.67米，宽3.24米，墓底长3.77米，宽3.4米，深1.41米。残存椁板痕迹，长2.78米，宽2.02米，高0.65米，有涂红及雕刻饕餮纹、云雷纹图案。椁室中部为棺痕，长2.06米，宽1.03米，内发现墓主头骨。棺外有三具殉人，其中两具位于棺与椁间，另一具位于椁板上。棺下中偏东有腰坑，内有狗骨架。该墓葬出土随葬器物77件，此外还有木器痕迹。出土器物中，青铜器50件，包括觚、爵、斝、鼎等礼器，与中原地区同时期墓葬文化面貌相同:152,155,156。

### 手工作坊
王家嘴一带曾经发现盘龙城第一阶段至第二阶段的窑炉三座，其中一座圆窑，两座长窑。圆窑由窑室、火眼和火膛组成，窑室直径1.3米，底部发现由部分器物残片，周围有10处圆形火眼，南部开有火膛，当为烧造日用陶器的馒头窑。两座长窑分别长54米和30米，宽10米和5.6米，均由窑头、窑室、窑尾组成，窑室有窑门、窑壁等组成部分，窑室内有残存陶片。长窑的形制已与后世龙窑的形态相近:84-85,97-98,147。
小嘴一带曾发现一组由多条灰沟组成的遗迹，对应盘龙城第三阶段。这些灰沟占据了东西宽26米，南北长40米的遗迹范围，形成半封闭区域，其中出土包括陶范、陶坩埚等青铜冶炼器具碎片，孔雀石、木炭等冶炼原料及铜渣、青铜器残块等废弃物。杨家湾、杨家嘴等区域也曾发现类似的灰沟。这些遗迹证明盘龙城附近曾经存在青铜铸造活动。

## 出土文物

### 青铜器
盘龙城遗址曾出土超过350件青铜器，超过郑州商城遗址和偃师商城遗址，其中包括近200件青铜容器。遗址中出土的青铜容器包括爵、觚、斝、鼎、簋，多发现在墓葬中。在所有的青铜容器中，爵、觚、斝所代表的酒器占到绝对比例，达到将近140件。出土青铜器的器类、器型和纹饰与二里岗文化青铜器有较高的相似性，但不见郑州出现的方鼎等器类。在李家嘴1号墓、2号墓及杨家湾11号墓等遗址发现的最高级墓葬中曾出土三套以上的爵、觚、斝等酒器，而一般墓葬中也有一至两套出土，提示当时可能已经形成类似殷墟时期以酒器套数代表墓葬等级的制度。除容器外，盘龙城遗址也出土过数件青铜兵器，其中包括钺、直内戈、曲内戈、柳叶形矛、斧、锛及箭镞等，显现出遗址的军事特色。
在所有出土青铜器中，杨家湾11号墓出土一件锥足鼎，高85厘米，口径55厘米，颈部有三组饕餮纹，发现时为最大的商代前期圆鼎。李家嘴2号墓出土的一件铜钺高41.4厘米，刃宽26.7厘米，中有圆孔，肩部有方孔，肩下有夔纹，其高度在商代前期罕见:177,281。

### 陶器
盘龙城遗址共出土陶片近10万片。出土陶器的陶质包括泥质陶、夹砂陶和硬陶，随年代变晚，夹砂陶的比例逐渐升高，而泥质陶的比例则逐渐降低。出土陶器的陶色包括红陶、黄陶和黑陶，其中红陶随年代变晚逐渐增加，而黑陶则出现相反的趋势:468,469。遗址早期地层中出土的器型包括鼎、鬲、罐、甗等，大多与同时期中原二里头、二里岗下层文化特征相符，小口翁则受到长江中游新石器时代文化影响。遗址中期地层出土器物相比早期增加了簋、罍等同时期中原地区常见器型，而二里头类型的扁足鼎以及代表地方文化的器型则基本消失。一小部分带鋬鬲、甗及硬陶杯等器物则可能受到长江下游湖熟文化的影响。遗址晚期陶器器型与中期相近，但大口缸和印纹陶比例上升较大，提示遗址可能有本地化的趋势。
在出土陶器中，大口缸是有别于中原地区商文化的一种器物，占到遗址晚期出土陶片数量的大部分，且可分为大、中、小三类，其制造工艺、陶质均有差异。根据其他地区的发现及实验验证，部分大口缸具备成为炼铜坩埚的功能。另有一部分大口缸则可能是酿酒容器:599-607。

### 玉器

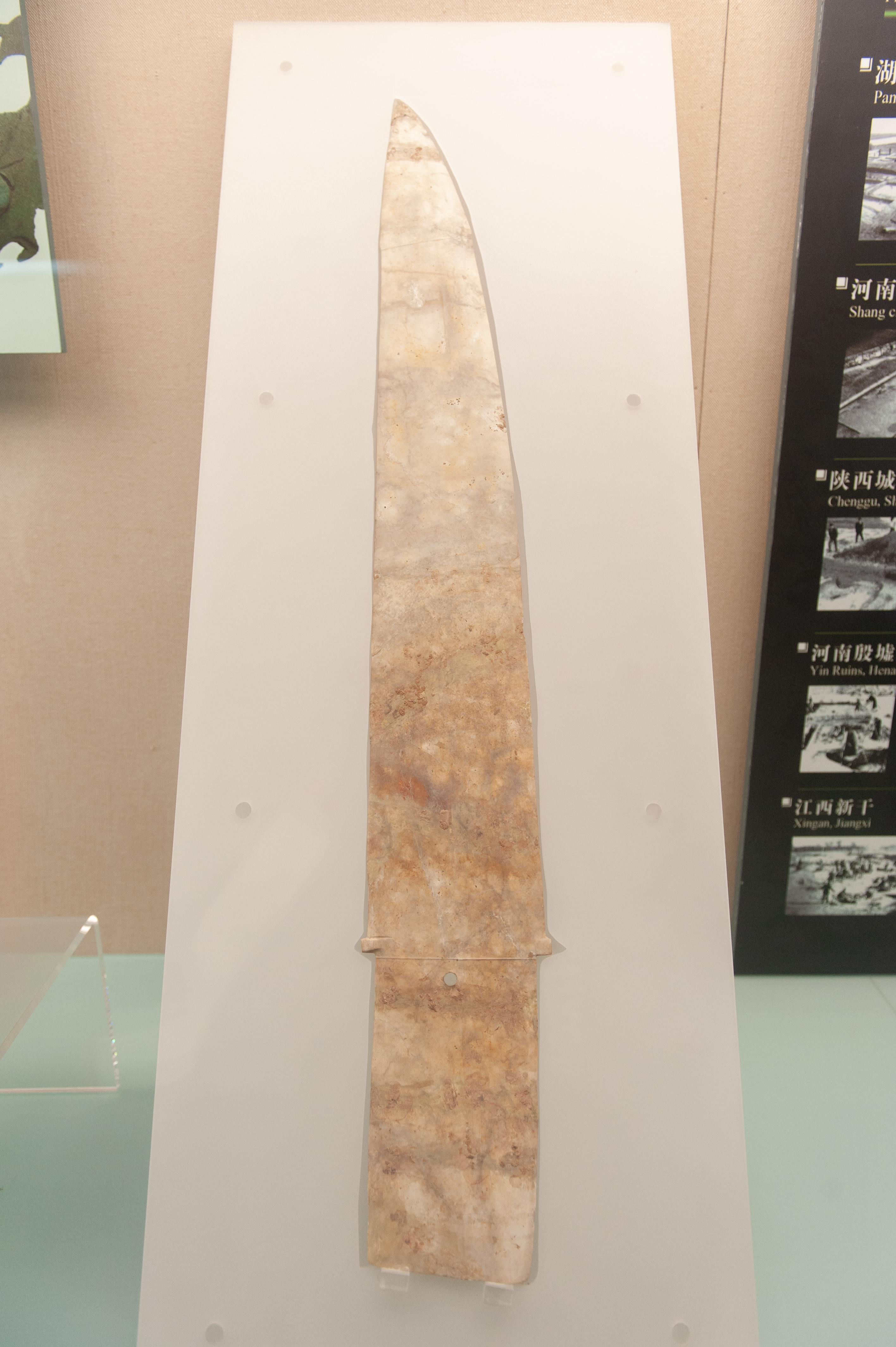
李家嘴3号墓出土的大玉戈，为禁止出境展览文物

盘龙城出土的玉器超过100件，材质包括透闪石、蛇紋石和绿松石等，色彩包括白色、浅青绿色、暗绿色、蓝绿色等。透闪石可能产自新疆，蛇纹石可能产自辽宁，而绿松石可能产自湖北十堰一带。出土玉器器型包括璜、戈、柄形器及动物形饰件等。玉器雕刻风格类似青铜纹样，做工细致，且经过打孔、抛光等工艺。部分玉器存在改制迹象:624-628。
玉戈为盘龙城遗址出土的最大玉器器型，最高等级墓葬多出土多件玉戈，可指示墓主地位。在这些玉戈中，李家嘴3号墓出土的玉戈最长，长度达到94厘米，厚0.5厘米，灰白色蛇纹石质地，为已发现长度最长的商前期玉戈。李家嘴其他高等级墓葬中也曾出土多把长度超过50厘米的大型玉戈。

### 其他器物
杨家湾17号墓曾出土一件绿松石镶金饰件，出土时分为两组。南组残长16.5厘米，宽20厘米，北组长13厘米，宽6厘米，有金片组成眉目和牙齿。绿松石上下有腐朽的黑色物质，应为附着器物。经复原，该器物应为浮雕龙形饰，固定在木材或皮革上。

## 研究
在盘龙城遗址发现之前，学界一般认为商代的范围仅限于黄河中下游地区。盘龙城遗址的发现将学界对商文化范围的认知拓展到江汉平原，所发现的文化类型也被命名为商文化盘龙城类型。有研究者认为，盘龙城遗址是殷商甲骨文中所提“南土”中的重要都邑。根据墓葬中的随葬兵器、城墙结构等判断，盘龙城可能是商人南下的军事据点或方国。而江西瑞昌铜岭铜矿遗址发现的二里岗期陶斝则提示，商人曾进入该地采矿，因而盘龙城可能是商王朝控制南方矿产的中转站和冶炼中心。商文化也经由盘龙城影响了江西吳城文化等长江流域青铜文化:650-655,501-504。

## 保护与展示

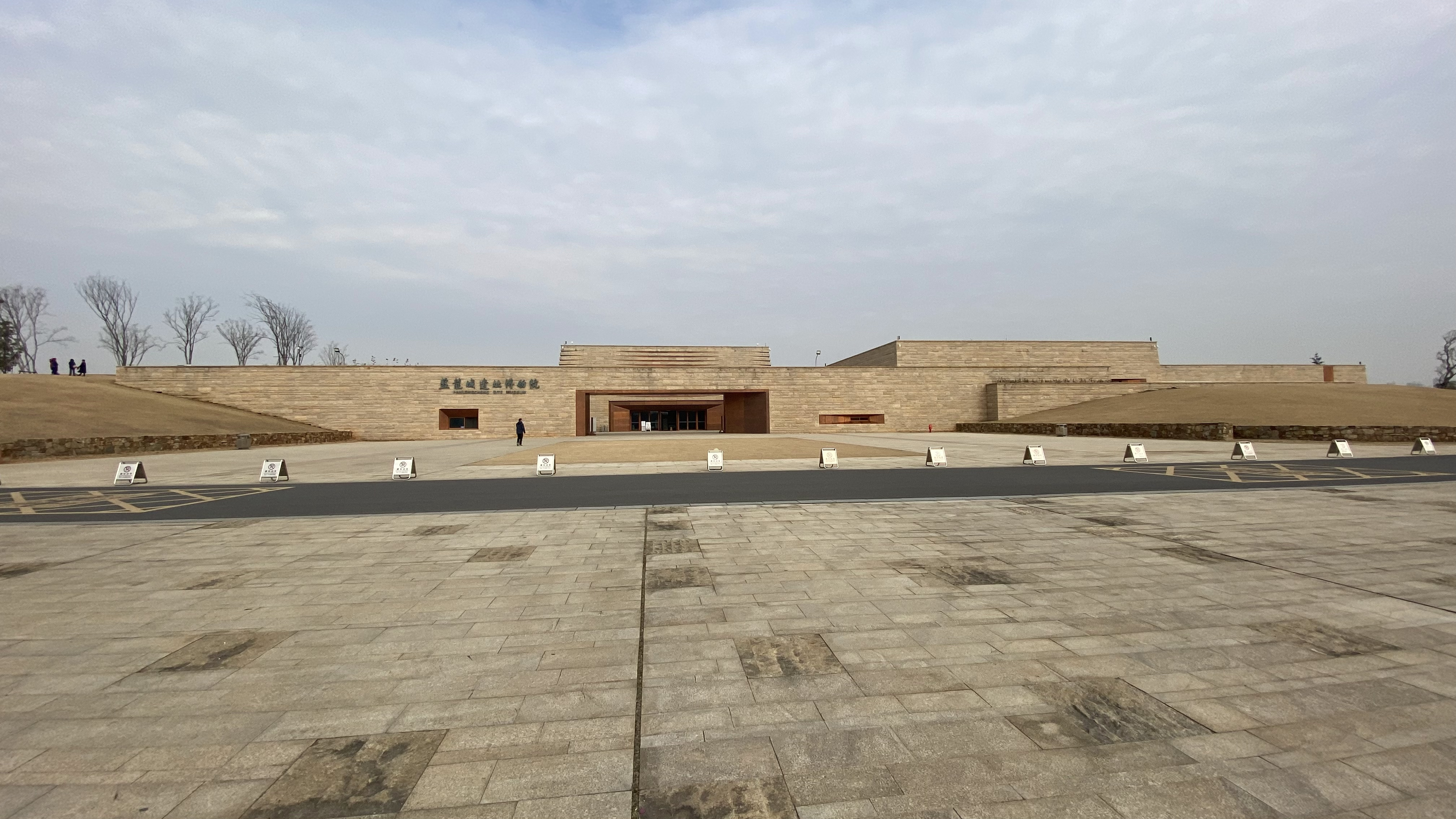
盘龙城遗址博物院

盘龙城遗址发现2年后即以“黄陂县盘土城遗址”的名义被列入第一批湖北省文物保护单位，1988年被列入第三批全国重点文物保护单位:6。湖北省人民政府于2009年颁布《盘龙城遗址保护总体规划》，将遗址规划作为大遗址保护和展示。为此，湖北省文物考古研究所、武汉市考古研究所、武汉大学、盘龙城博物馆、芝加哥大学等机构对盘龙城遗址展开联合考古。2017年，遗址被列入国家考古遗址公园，并于2018年12月试开放。2019年9月28日，遗址公园内的盘龙城遗址博物院正式对外开放，设有《江汉泱泱 商邑煌煌——盘龙城遗址陈列》基本陈列。